# Agavoideae
Agavoideae Herb., 1837 è una sottofamiglia di piante monocotiledoni, appartenente alla famiglia Asparagaceae.
Precedentemente era considerata una famiglia a sé stante con il nome di Agavaceae.
La sottofamiglia include specie di zone desertiche e aride, quali l'agave, la yucca e il Joshua tree.

## Descrizione
Le specie delle Agavoideae possono essere o meno succulente. In generale, le foglie delle Agavoideae si presentano come rosette al termine di un fusto legnoso, che può essere estremamente breve o raggiungere altezze paragonabili a quelle di alberi ad alto fusto, come ad esempio nel caso del Joshua tree.
Le foglie presentano venature parallele e solitamente sono lunghe, affusolate e appuntite, spesso con una spina indurita al termine, talvolta anche con spine disposte lungo i margini.

## Tassonomia
La tassonomia di questo raggruppamento è variata considerevolmente negli ultimi decenni.
Il Sistema Cronquist considerava la famiglia delle Agavaceae come famiglia separata.
I contorni del raggruppamento delle Agavoideae vengono definiti, in maniera molto ampia, nel sistema di classificazione APG III del 2009, includendovi oltre alle Agavaceae anche altre famiglie in precedenza separate, quali Anemarrhenaceae, Chlorogalaceae, Hostaceae, Yuccaceae, Anthericaceae e Hesperocallidaceae.
La sottofamiglia comprende i seguenti generi:
- Agave L.
- Anemarrhena Bunge
- Anthericum L.
- Behnia Didr.
- Beschorneria Kunth
- Camassia Lindl.
- Chlorogalum (Lindl.) Kunth
- Chlorophytum Ker Gawl.
- Clara Kunth
- Diamena Ravenna
- Diora Ravenna
- Diuranthera Hemsl.
- Echeandia Ortega
- Eremocrinum M.E.Jones
- Furcraea Vent.
- Hagenbachia Nees & Mart.
- Hastingsia S.Watson
- Herreria Ruiz & Pav.
- Herreriopsis H.Perrier
- Hesperaloe Engelm. in S.Watson
- Hesperocallis A.Gray
- Hesperoyucca (Engelm.) Trel.
- Heteropolygonatum M.N.Tamura & Ogisu
- Hooveria D.W.Taylor & D.J.Keil
- Hosta Tratt.
- Leucocrinum Nutt. ex A.Gray
- Paradisea Mazzuc.
- Schoenolirion Durand
- Trihesperus Herb.
- Yucca L.

## Usi
Le specie di Agave sono utilizzate per preparare le bevande alcoliche tequila, pulque e mescal, mentre altre specie sono importanti per le loro fibre, usate nel settore tessile.
Sono abbastanza diffuse per lo xeriscaping poiché parecchie specie recano fiori molto vistosi.